# Anacleto: Agent secret
Anacleto: Agent secret (títol original en castellà: Anacleto: Agente secreto) és una pel·lícula de 2015 dirigida per Javier Ruiz Caldera i basada en les historietes creades per Manuel Vázquez Gallego.

La pel·lícula compta amb la participació de Televisió de Catalunya i Televisió Espanyola i es va estrenar el setembre de 2015. En el repartimanet s'inclouen Imanol Arias, Quim Gutiérrez, Alexandra Jiménez, Berto Romero, Carlos Areces, Rossy de Palma i Emilio Gutiérrez Caba, entre d'altres.

## Argument
Adolfo (Quim Gutiérrez), és un agent de seguretat d'uns trenta anys que està passant per una mala ratxa. No només el deixa la seva nòvia de tota la vida per un altre, sinó que, per més inri, es converteix en l'objectiu d'un grup d'atacants liderats per Vázquez, un perillós criminal que acaba d'escapar de la presó. Però, què ha fet ell per veure's enmig d'aquest embolic? El món se li enfonsa quan descobreix que el seu pare Anacleto (Imanol Arias) té una doble identitat. No és un pagès dedicat a la producció d'embutits, com ha cregut tota la vida. Adolfo haurà d'abandonar la seva zona de comfort i col·laborar amb el seu pare, la persona amb qui pitjor s'entén, per sobreviure a la venjança de Vázquez i de passada, entre tirotejos i persecucions, intentar recuperar la seva nòvia.

## Repartiment
- Imanol Arias - Anacleto[4]
- Quim Gutiérrez - Adolfo
- Carlos Areces - Vàzquez
- Alexandra Jiménez - Katia
- Rossy de Palma - Mare
- Emilio Gutiérrez Caba - Amo
- Berto Romero - Martín
- Silvia Abril - Secretària
- Andreu Buenafuente - El carnicer
- José Corbacho - Espia 2
- Eduardo Gómez - Mac "El Molècula"

## Recaptació
El 9 de novembre de 2015, la recaptació d'aquesta pel·lícula en taquilla a Espanya era de 2.663.443 euros, igual que en la setmana anterior, la del 2 de novembre.

## Premis i nominacions
| Premi                      | Categoria                         | Nominat                                  | Resultat  |
| -------------------------- | --------------------------------- | ---------------------------------------- | --------- |
| III Premios Feroz          | Millor Comèdia                    | Millor Comèdia                           | Nominat   |
| III Premios Feroz          | Millor Actor de Repartiment       | Quim Gutiérrez                           | Nominat   |
| III Premios Feroz          | Millor Banda Sonora Original      | Javier Rodero                            | Nominat   |
| III Premios Feroz          | Millor Tràiler                    | Millor Tràiler                           | Nominat   |
| 30 edició dels Premis Goya | Millor So                         | Marc Orts, Oriol Tarragó, Sergio Bürmann | Nominat   |
| 30 edició dels Premis Goya | Millor Efectes Especials          | Lluís Castells and Lluís Rivera          | Guanyador |
| Premis Gaudí de 2016       | Pel·lícula en Llengua no Catalana | Javier Ruiz Caldera                      | Nominat   |
| Premis Gaudí de 2016       | Actriu Secundària                 | Rossy de Palma                           | Nominat   |
| Premis Gaudí de 2016       | Actor Secundari                   | Berto Romero                             | Nominat   |
| Premis Gaudí de 2016       | Actor Secundari                   | Quim Gutiérrez                           | Nominat   |
| Premis Gaudí de 2016       | Millor Fotografia                 | Arnau Valls Colomer                      | Nominat   |
| Premis Gaudí de 2016       | Millor Muntatge                   | Alberto de Toro                          | Nominat   |
| Premis Gaudí de 2016       | Direcció Artística                | Balter Gallart                           | Nominat   |
| Premis Gaudí de 2016       | Millor Efectes Visuals            | Lluís Castells and Lluís Rivera          | Nominat   |
| Premis Gaudí de 2016       | Millor So                         | Oriol Tarragó, Sergio Bürmann, Marc Orts | Nominat   |
| Premis Gaudí de 2016       | Millor Vestuari                   | Cristina Rodríguez                       | Nominat   |
| Premis Gaudí de 2016       | Millor Direcció de Producció      | Josep Amorós                             | Nominat   |
| Premis Gaudí de 2016       | Millor Maquillatge i Perruqueria  | Eli Adánez, Sergio Pérez                 | Nominat   |

## Crítica
- "El film enganxa més per la seva bogeria que pel càlcul que cuida la seva estampa. Però durant gairebé dues hores, el somni de fer de Bruguera aquesta Marvel divertida del cinema espanyol sembla real (...) Puntuació: ★★★½ (sobre 5)"[8]
- "El director de 3 bodas más (...) torna a demostrar la seva aptitud per detectar les habilitats còmiques dels actors i portar-los a nous territoris. (...) Puntuació: ★★★★ (sobre 5)"[9]
- "Ruiz Caldera treballa sobre motlles coneguts del cinema modern, donant-los no obstant això un to personal i res imitatiu. (...) Puntuació: ★★★★★ (sobre 5)."[10]